# Saint-André-du-Valjouais
Saint-André-du-Valjouais est une ancienne commune créée à la Révolution sur le contour de la paroisse de Gavray, et dont l'existence fut courte car elle fut réintégrée à celle-ci en 1795 (an III).

## Géographie
La paroisse de Saint-André-du-Valjouais se trouvait au nord du bourg de Gavray le long de la rivière du Blanc Douit en direction de Pont-Flambart (Lengronne). Elle était décomposée en deux parties : le hameau du Valjoie et le château de Saint-André où était localisée l'église Saint-André.

## Histoire
En 1551, Jean Ferey (1518-1590), secrétaire des finances, seigneur de Durescu (Gatteville), est désigné comme sieur de Saint-André. Il succède à son frère Richard Ferey, qui lui même succède à son père également nommé Richard Ferey et à la famille Lours.
Dominique Thomas de Béreauville, écuyer et officier dans la marine royale au XVIIe siècle, époux de noble dame Élie Marguerite de Cherye, se qualifiera de seigneur et patron de Saint-André-du-Valjouais.

## Administration
| Période                                                                 | Période | Identité          | Étiquette | Qualité |
| ----------------------------------------------------------------------- | ------- | ----------------- | --------- | ------- |
| v. 1792                                                                 | 1795    | Thomas Le Balnois |           |         |
| Une partie des données est issue d'une liste établie par Jean Pouëssel. |         |                   |           |         |

## Lieux et monuments
- L'église Saint-André est transformée en bâtiment agricole. En 1866, elle est l'objet d'une description minutieuse qui indique qu'elle est encore en usage du culte[3]. Le chœur et sacristie ont été démolis et l'enclos du cimetière est devenu herbage[5]. Les archives départementales conservent une photo sur une plaque de verre sous la dénomination chapelle[6].
- La fontaine Saint-Gorgon située à côté fut longtemps l’objet d’un pèlerinage mais elle ne fut pas conservée.
- Saint-André-du-Valjouais fut aussi le siège d’un consistoire. La parcelle de l’ancien cimetière protestant située à proximité du bourg, communément appelée « cimetière Huguenot », est devenue parcelle constructible et porte désormais un pavillon[5].